# NGC 957
NGC 957 (również OCL 362) – gromada otwarta znajdująca się w gwiazdozbiorze Perseusza. Odkrył ją John Herschel 9 grudnia 1831 roku. Jest położona w odległości ok. 7,2 tys. lat świetlnych od Słońca. Jest to młoda gromada o wieku około 10 milionów lat.